# Brachylophus vitiensis
Brachylophus vitiensis là một loài thằn lằn trong họ Cự đà (Iguanidae). Loài này được Gibbons mô tả khoa học đầu tiên năm 1981.

## Hình ảnh

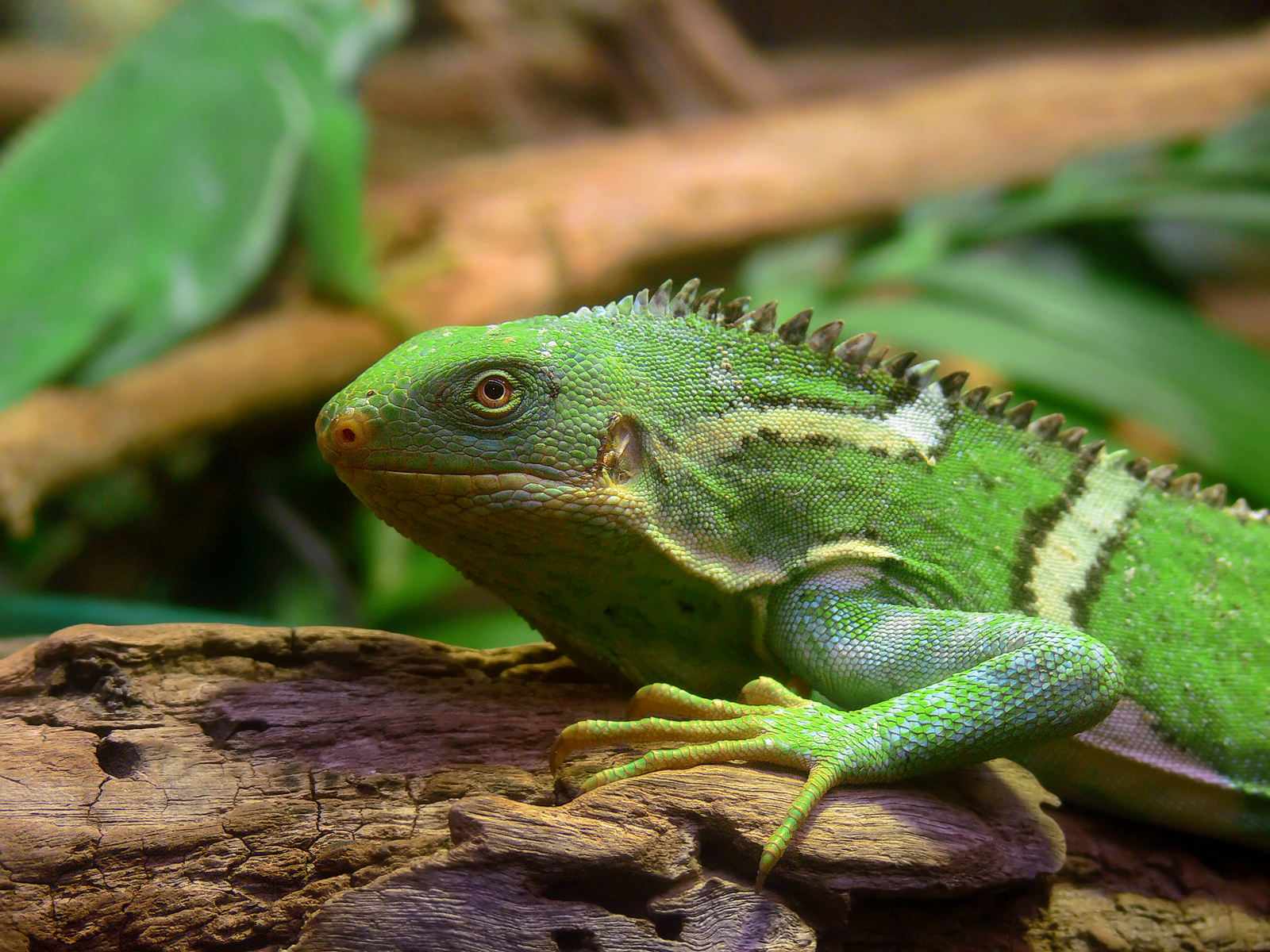
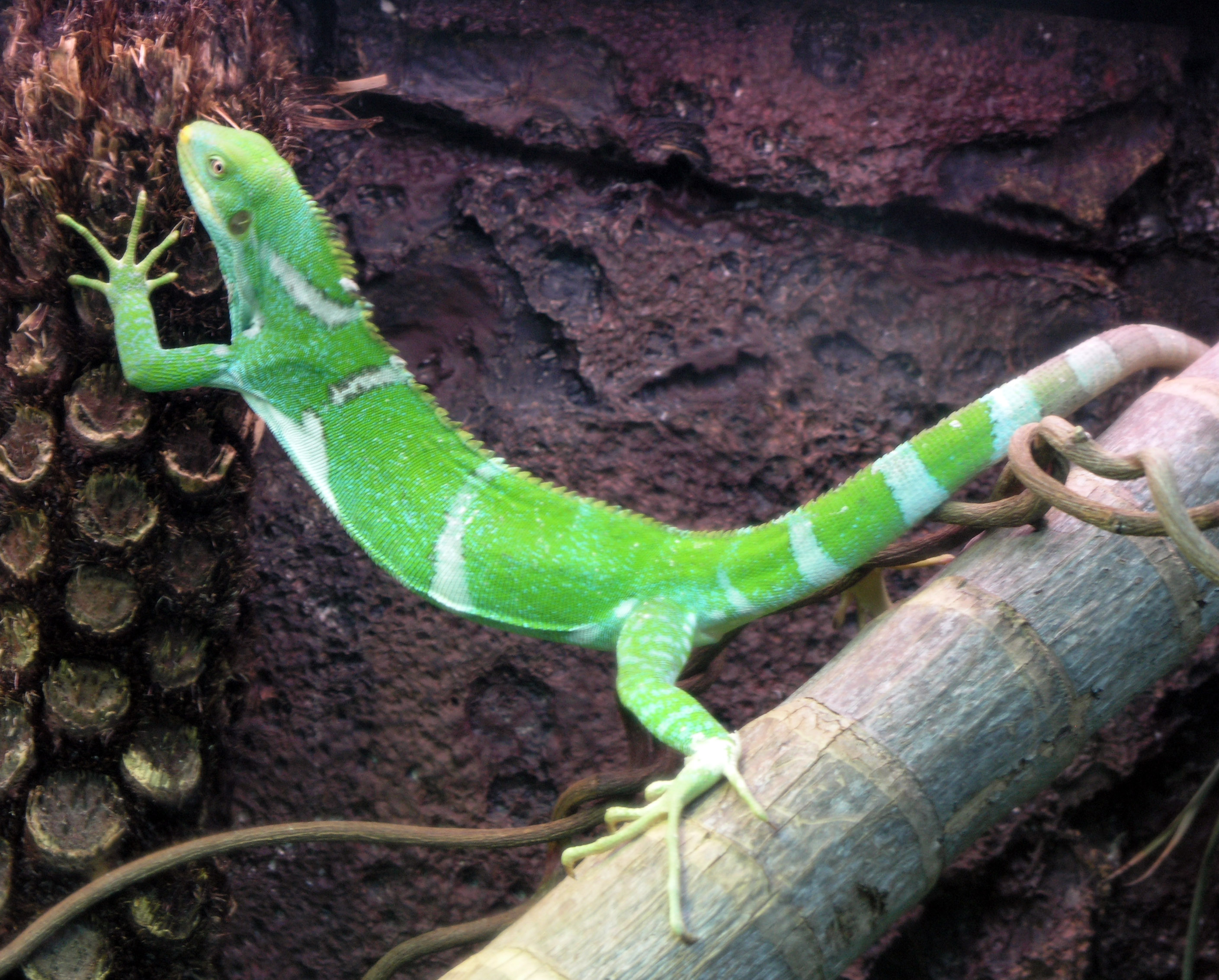
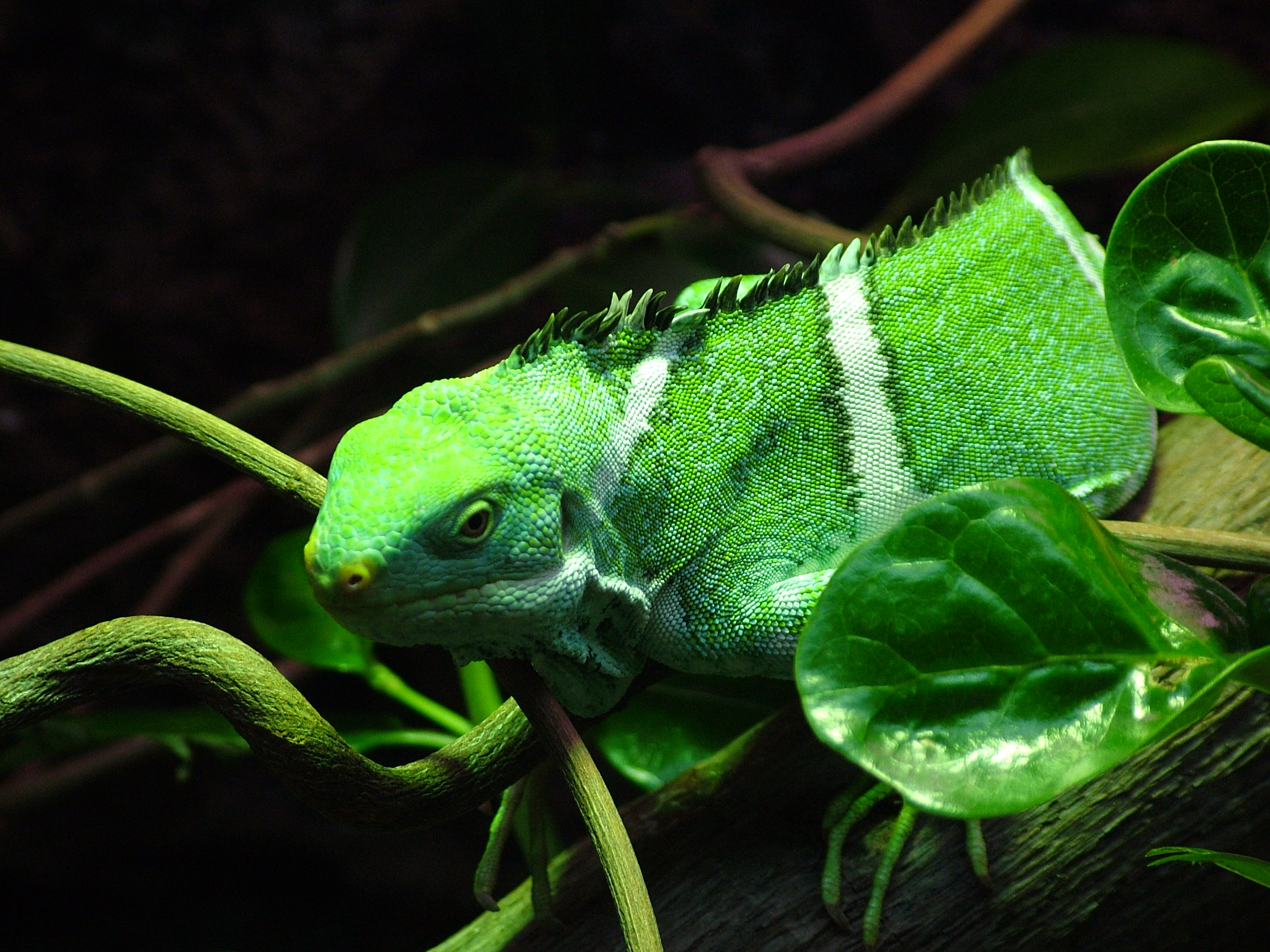
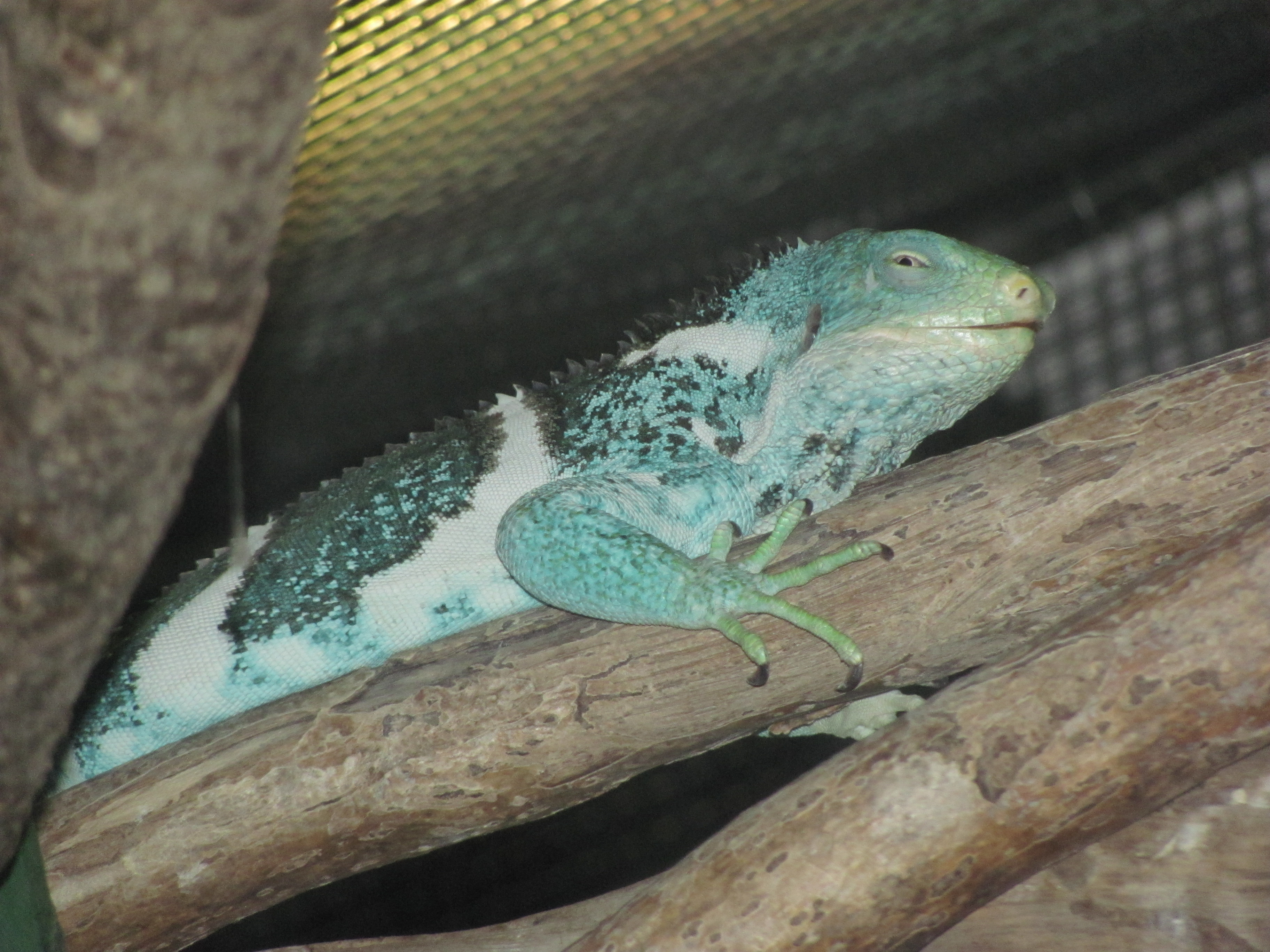